# 하야시 시헤이

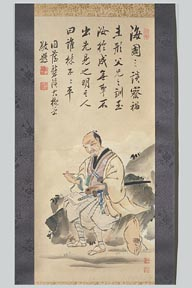

하야시 시헤이(일본어: 林 子平, 1738년 8월 6일 - 1793년 7월 28일)는 에도 시대 후기의 경세론가다. 휘는 토모나오(友直). 호는 육무재주인(六無斎主人). 타카야마 히코쿠로・가모 쿤페이와 더불어 간세이 3기인으로 불렸다.